# Білоруська націонал-соціалістична партія
Білоруська націонал-соціалістична партія (БНСП) — організація білоруських націонал-соціалістів у Західній Білорусі, що діяла в 1933—1939 роках під керівництвом Фабіана Акінчиця. Друкований орган — журнал «Новий шлях».

## Історія
Заснована у 1933 році у Вільнюсі (Польська Республіка) з ініціативи націоналістичних білоруських діячів. Лідером партії обрано Фабіана Акінчиця, до складу керівництва партії також входили Владислав Козловський, Альбін Стапович, Павло Арцішевський, Лявон Дубейкавський,Кастусь Юхневич, Алоїз Пецюкевич, Антон Сапко. Восени 1933 р. Фабіан Акінчиц і Владислав Козловський почали видавати журнал БНСП «Новий шлях», який приділяв багато уваги обґрунтуванню й виправданню ідеології націонал-соціалізму. Тираж журналу не перевищував 500 примірників.
На сторінках газети писалось, що білоруський націоналізм потрібен як опір політиці полонізації та русифікації. Соціалістичні погляди випливали з критики марксизму, економіки і політики в БРСР. Автори критикували марксизм, звинувачуючи його в ідеї диктатури пролетаріату, яка не підходить переважно аграрному білоруському суспільству. Перш за все білоруський націонал-соціалізм зводився до боротьби за незалежність і покращення життя, за добробут усього білоруського народу. Найбільш шкідливим для білорусів вважався інтернаціоналізм. Євреї вважалися головними винуватцями економічного занепаду білорусів, поляків звинувачували в полонізації, а росіян — в русифікації білоруського народу. Зразком для білоруських націонал-соціалістів був відповідний німецький рух.
У травні 1935 року білоруські націонал-соціалісти Фабіан Акінчиц, Владислав Козловський та Павло Арцішевський увійшли до Білоруського національного комітету для популяризації ідей БНСП. БНСП займала чіткі антирадянські та антикомуністичні позиції, не сприймала ідею консолідації західнобілоруського руху. У програмі 1936 року її керівники проголосили заміну капіталістичної системи соціалістичною. Наголошувалося, що «політичний ідеал — це незалежна і єдина білоруська держава у своїх етнічних кордонах». Незабаром активісти хотіли скликати з'їзд. Щоб розширити ідеї, члени БНСП читали лекції в Спілці білоруських студентів.

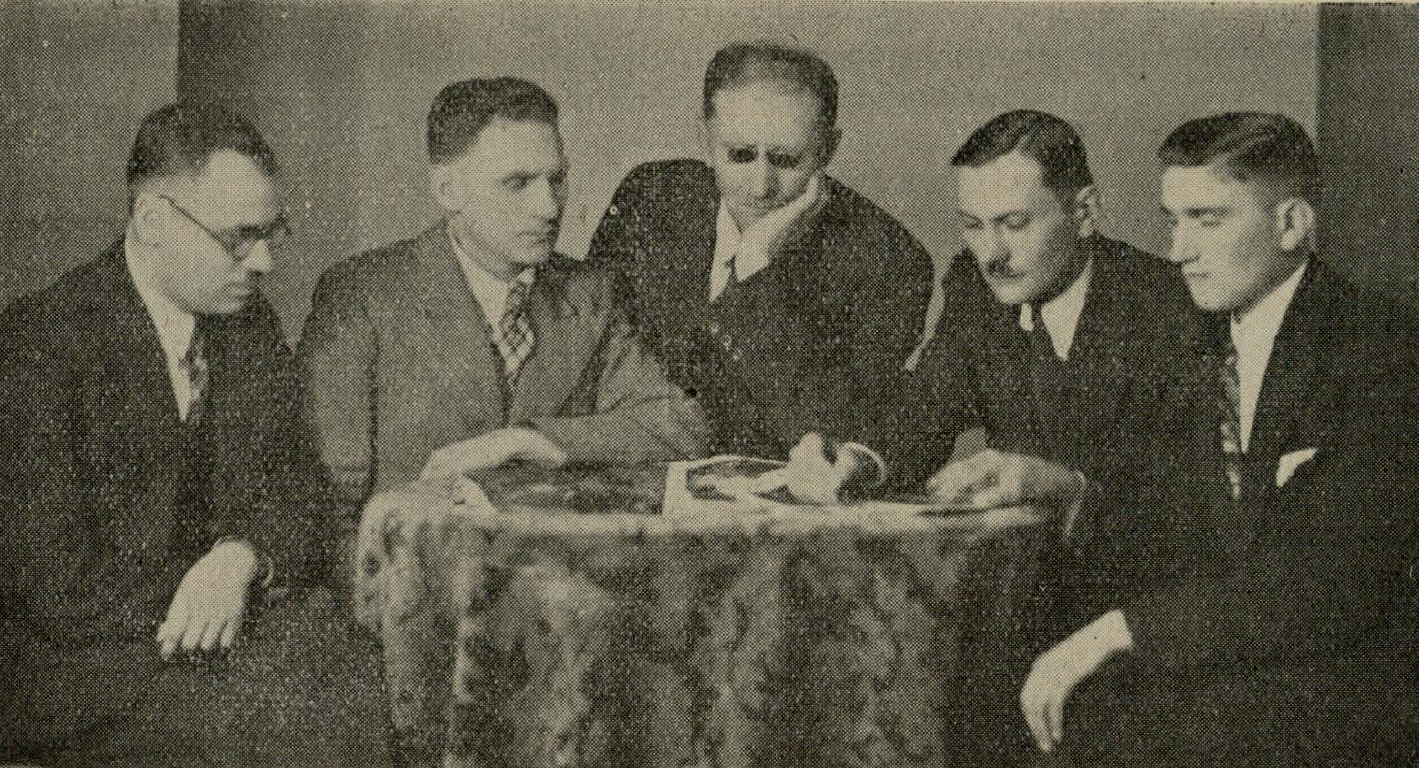
Члени ЦК БНСП. Зліва направо: А. Сапко, В. Козловський, Ф. Акінчиц, К. Юхневич, А. Пецюкевич

8 грудня 1936 року до БНСП увійшла група білоруських незалежних радикалів на чолі з Кастусем Юхневичем. Польська влада, стурбована контактами Акінчича з Міністерством закордонних справ Німецької націонал-соціалістичної робітничої партії (NSDAP) у 1936 році, відмовилася від проведення з'їзду. У травні-червні 1937 р. в деяких повітах відбулися конференції друзів і прихильників БНСП. Обговорювали питання формування ЦК та статуту партії. У результаті до зборів було обрано Фабіана Акінчиця, Владислава Козловського, Кастуся Юхневича, Алоїза Пецюкевича та Антона Сапка. Головою став Фабіан Акінчиц, секретарем — Владислав Козловський, а скарбником — Кастусь Юхневич.
18 жовтня 1937 р. ЦК БНСП отримав розпорядження віленського воєводи Людвіга Бацянського про заборону діяльності в прикордонній смузі (30 км від державного кордону), такі ж заборони були видані й іншими воєводствами: Поліським (29 вересня), Білостоцьким (30 вересня), Новогрудським (11 жовтня). 7 листопада 1937 р. ЦК БНСП ухвалив рішення про перенесення штаб-квартири редакції «Новий шлях» у Ліду на вулицю Тиху, 4. Заборона діяльності у Вільнюсі сильно обмежила діяльність партії, звівши її до провінційного рівня.
Наприкінці 1937 року Фабіан Акінчиц повернувся на свій хутір Акінчиці біля Стовбців. Навесні 1939 року Акінчиц виїхав до Берліну, де, серед іншого, готувався до спільної конференції білоруських націонал-соціалістів з представниками НСДАП. Конференція відбулася в першій половині червня 1939 року в Данцигу. За повідомленнями польської розвідки та преси, розглядалася готовність білоруських націонал-соціалістів підтримати військові дії Німеччини в Польщі в обмін на підтримку Німеччиною незалежних прагнень Білорусі. Конференція не мала практичних результатів, і після підписання німецько-радянського пакту в 1939 році німецька влада заборонила мігрантам у Німеччині виявляти ворожість до СРСР.
З початком Другої світової війни відновлення партії було неможливим через заборону діяльності в Німеччині та на окупованих територіях будь-якої політичної партії, крім НСДАП. Білоруські націонал-соціалісти продовжували діяти окремо.

### Друга світова війна
Зразу після нападу Німеччини на СРСР, у червні 1941 року, Козловський намагався легалізувати діяльність партії, але одразу ж зустрівся зі спротивом Альфреда Розенберга, який вважав, що для вираження будь-чиїх сподівань достатньо й НСДАП. Таким чином, БНСП залишилась у підпіллі.
Акінчиц, що мав певний вплив, активно домагався звільнення військовополонених із числа білорусів. Зокрема, з них вербувались агітатори, які потім направлялись у глибинку для агітації серед білоруських селян. Всього було здійснено чотири випуски агітаторів, чисельність яких складала 70 осіб, серед них, зокрема був Михайло Ганько, майбутній керівник Союзу Білоруської Молоді. До цього часу членами партії всього було 2 тис. осіб, хоча дійсних активістів було не менше, ніж кілька сотень.
У березні 1943 року Акінчиця вбили. За деякими даними, вбивство здійснили активісти Білоруської незалежницької партії, в якості помсти за донос на Вінцента Годлевського, який був арештований німцями і страчений у 1942 році. У листопаді того ж року білоруськими партизанами був вбитий Владислав Козловський. Після вступу Михайла Ганька до Білоруської незалежницької партії на початку 1945 року, БНСП припинила своє існування.